# Myrmecophilus ishikawai
Myrmecophilus ishikawai är en insektsart som beskrevs av Maruyama 2004. Myrmecophilus ishikawai ingår i släktet Myrmecophilus och familjen Myrmecophilidae. Inga underarter finns listade i Catalogue of Life.